# 宋泽江
宋泽江（1954年9月—2014年4月13日），河北河间人，中华人民共和国政治人物。
早年担任海南省公安厅刑事侦察处处长、副厅长，海南省人民检察院海南分院检察长，海南省人民检察院第一分院检察长。2012年，任中共东方市委书记、东方市人大常委员会主任。2014年4月13日因病去世。